# Chandolàs
Chandolas és un municipi francès situat al departament de l'Ardecha i a la regió d'Alvèrnia-Roine-Alps. L'any 2007 tenia 438 habitants.

## Demografia

### Població
El 2007 la població de fet de Chandolas era de 438 persones. Hi havia 211 famílies de les quals 70 eren unipersonals (27 homes vivint sols i 43 dones vivint soles), 86 parelles sense fills, 39 parelles amb fills i 16 famílies monoparentals amb fills.
La població ha evolucionat segons el següent gràfic:
Habitants censats

### Habitatges
El 2007 hi havia 392 habitatges, 217 eren l'habitatge principal de la família, 160 eren segones residències i 14 estaven desocupats. 346 eren cases i 45 eren apartaments. Dels 217 habitatges principals, 161 estaven ocupats pels seus propietaris, 39 estaven llogats i ocupats pels llogaters i 18 estaven cedits a títol gratuït; 2 tenien una cambra, 17 en tenien dues, 47 en tenien tres, 71 en tenien quatre i 81 en tenien cinc o més. 170 habitatges disposaven pel capbaix d'una plaça de pàrquing. A 106 habitatges hi havia un automòbil i a 90 n'hi havia dos o més.

### Piràmide de població
La piràmide de població per edats i sexe el 2009 era:
| Homes | Edats   | Dones |
| ----- | ------- | ----- |
| 0     | 95 o +  | 0     |
| 4     | 90 a 94 | 0     |
| 4     | 85 a 89 | 8     |
| 8     | 80 a 84 | 8     |
| 4     | 75 a 79 | 4     |
| 8     | 70 a 74 | 24    |
| 16    | 65 a 69 | 24    |
| 24    | 60 a 64 | 12    |
| 0     | 55 a 59 | 16    |
| 4     | 50 a 54 | 4     |
| 8     | 45 a 49 | 0     |
| 16    | 40 a 44 | 16    |
| 8     | 35 a 39 | 4     |
| 4     | 30 a 34 | 16    |
| 20    | 25 a 29 | 12    |
| 8     | 20 a 24 | 8     |
| 20    | 15 a 19 | 4     |
| 8     | 10 a 14 | 4     |
| 4     | 5 a 9   | 0     |
| 0     | 0 a 4   | 0     |

## Economia
El 2007 la població en edat de treballar era de 259 persones, 187 eren actives i 72 eren inactives. De les 187 persones actives 162 estaven ocupades (88 homes i 74 dones) i 26 estaven aturades (10 homes i 16 dones). De les 72 persones inactives 40 estaven jubilades, 14 estaven estudiant i 18 estaven classificades com a «altres inactius».

### Ingressos
El 2009 a Chandolas hi havia 214 unitats fiscals que integraven 457,5 persones, la mediana anual d'ingressos fiscals per persona era de 16.280 €.

### Activitats econòmiques
Dels 21 establiments que hi havia el 2007, 1 era d'una empresa alimentària, 5 d'empreses de construcció, 2 d'empreses de comerç i reparació d'automòbils, 6 d'empreses d'hostatgeria i restauració, 2 d'empreses d'informació i comunicació, 1 d'una empresa immobiliària, 3 d'empreses de serveis i 1 d'una empresa classificada com a «altres activitats de serveis».
Dels 5 establiments de servei als particulars que hi havia el 2009, 3 eren paletes, 1 electricista i 1 restaurant.
Dels 2 establiments comercials que hi havia el 2009, 1 era una botiga de menys de 120 m² i 1 una botiga de mobles.
L'any 2000 a Chandolas hi havia 16 explotacions agrícoles que ocupaven un total de 210 hectàrees.

## Equipaments sanitaris i escolars
El 2009 hi havia una escola elemental.

## Poblacions més properes
El següent diagrama mostra les poblacions més properes.